# Philip Boswell
Philip „Phil“ Boswell (* 23. Juli 1963 in Coatbridge) ist ein schottischer Politiker der Scottish National Party (SNP). Er ist verheiratet und dreifacher Vater. Boswell arbeitete als Ingenieur in der schottischen Ölindustrie.

## Politischer Werdegang
Bei den britischen Unterhauswahlen 2015 kandidierte Boswell für die SNP in seinem Heimatwahlkreis Coatbridge, Chryston and Bellshill. Er trat dabei unter anderem gegen den Labour-Abgeordneten Thomas Clarke an, welcher den Wahlkreis seit seiner Einführung 2005 im britischen Unterhaus vertrat und bereits Mandate der Vorgängerwahlkreise errungen hatte. Mit den massiven Stimmgewinnen der SNP bei diesen Wahlen gelang es Boswell sich gegen Clarke, der bei den vorangegangenen Wahlen einen Stimmenanteil von 66,6 % verzeichnete, durchzusetzen. In der Folge zog Boswell erstmals in das House of Commons ein.
Mit dem Verlust von 17,5 % der Stimmen im Vergleich zur vorangegangenen Wahl verlor Boswell bei den vorgezogenen Unterhauswahlen 2017 sein Mandat und schied aus dem Parlament aus. Das Wahlkreismandat ging an den Labour-Kandidaten Hugh Gaffney.